# Pont du détroit de Tiran

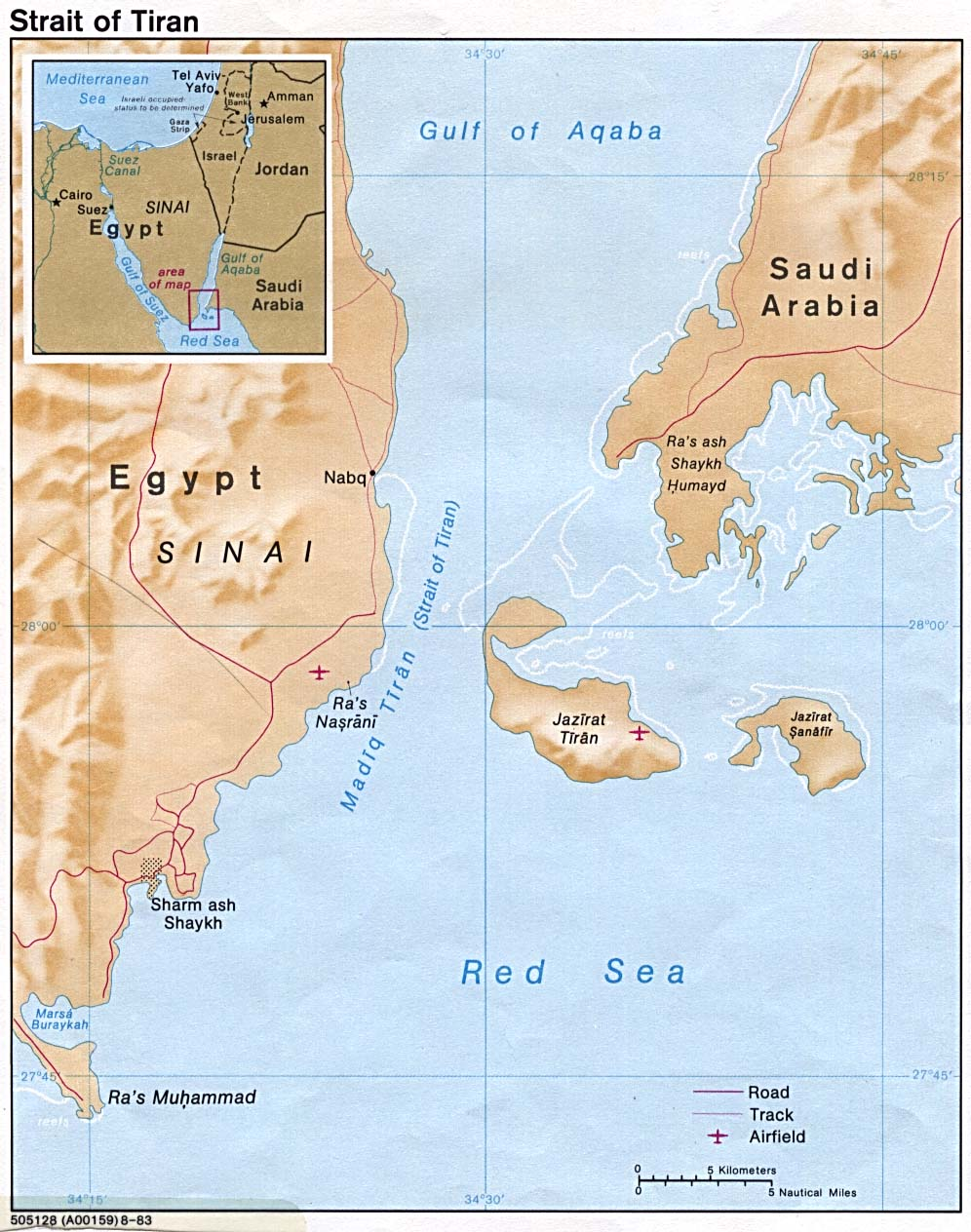
Carte du détroit de Tiran.

Le pont du détroit de Tiran est un projet de pont visant à relier le Sinaï égyptien à l'Arabie saoudite, en traversant le détroit de Tiran, large d'environ 13 kilomètres. 

## Histoire
L'idée d'une liaison terrestre entre les deux pays remonte à 1988.
En 2011, le projet de pont est approuvé par l'Égypte, mais ne se traduit pas par des réalisations concrètes.
Un accord est signé entre le président égyptien Abdel Fattah al-Sissi et le roi saoudien Salmane ben Abdelaziz Al Saoud  en avril 2016 pour la construction de ce pont dont les caractéristiques n'ont pas été dévoilées.

## Motivation
Une telle route permettrait de faciliter le voyage des Égyptiens accomplissant le Hajj et celui des Saoudiens en tourisme en Égypte. D'autre part, les 2 millions de travailleurs égyptiens en Arabie saoudite pourraient en bénéficier. D'un point de vue politique, un pont symbolise le rapprochement entre les deux pays.

### Projet associé
La construction du pont s'inscrit dans le projet Neom de création d'une nouvelle ville.

## Controverse
Le détroit de Tiran est stratégique et fut le casus belli de la guerre des Six Jours. Le traité de paix israélo-égyptien prévoit la libre-circulation maritime, le projet de pont ne doit ainsi pas l'entraver. La construction du pont passe, selon Haaretz, par des discussions entre Israël et l'Arabie saoudite.
Le projet de pont s'accompagne de l'annonce de la cession de l'Île de Tiran et de Sanafir à l'Arabie saoudite, décision contestée en Égypte.
Un pont risquerait d'être nuisible au corail et à la faune sous-marine du détroit.